# Macugonalia limitatula
Macugonalia limitatula är en insektsart som beskrevs av Young 1977. Macugonalia limitatula ingår i släktet Macugonalia och familjen dvärgstritar. Inga underarter finns listade i Catalogue of Life.